# Голдмен, Джеймс
Джеймс Голдмен (англ. James Goldman; 30 июня 1927, Чикаго — 28 октября 1998, Нью-Йорк) — американский драматург и сценарист, обладатель кинопремии «Оскар».

## Биография
Джеймс Голдмен родился в Чикаго (штат Иллинойс), провёл детство в городе Хайленд-Парк. Его младший брат, Уильям Голдман, род. 1931) также стал писателем и драматургом и, также как и его брат, награждён премией «Оскар».
Голдмен получил образование в Университете Чикаго, по окончании которого служил в армии. Позднее он окончил музыковедческий факультет Колумбийского университета в Нью-Йорке.
Наибольший успех Голдмена связан с пьесой «Лев зимой», поставленной в 1966 году и послужившим основой для фильмов Энтони Харви (1968) и Андрея Кончаловского (2003). За фильм Харви Голдмен в 1968 году был удостоен премии «Оскар» в номинации «Лучший сценарий-адаптация».
Голдмену принадлежат также инсценировки романов Ч. Диккенса «Приключения Оливера Твиста» (1982) и Л. Н. Толстого «Анна Каренина» (1985). Среди сценариев Голдмена, в частности, фильм «Белые ночи» (1985).
Скончался от сердечного приступа 28 октября 1998 года в Нью-Йорке, где он жил долгие годы.